# Caligola nell'eredità storica culturale

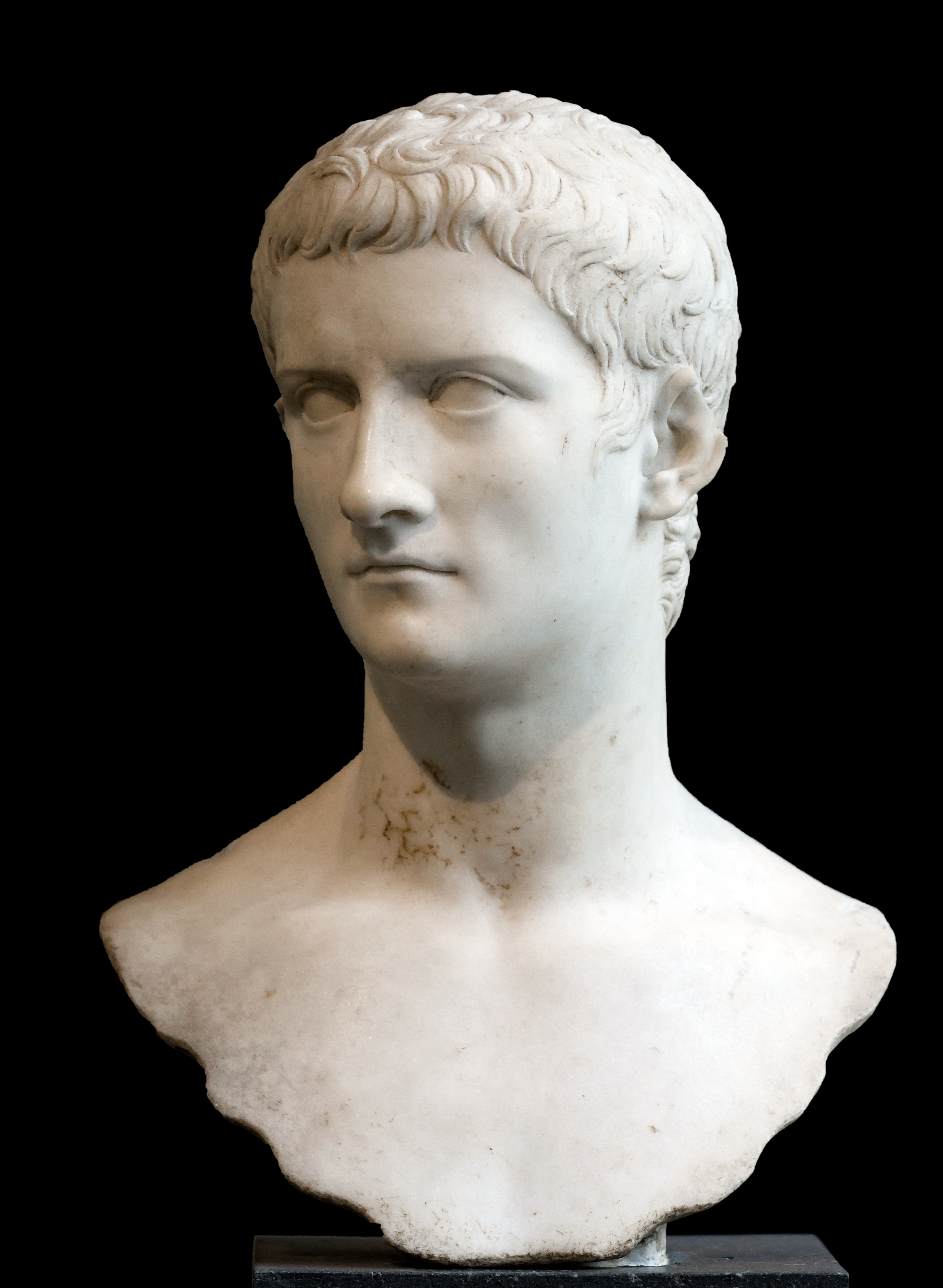
Busto di Caligola (Metropolitan Museum of Art, New York City)

Caligola (12 - 41) è stato un imperatore romano ricordato soprattutto come un despota, sottolineandone stravaganze, eccentricità e depravazione. Lo si accusa di aver dilapidato il patrimonio accumulato dal predecessore, ma ciò avvenne anche per ottemperare ai lasciti testamentari stabiliti da Tiberio e per offrire al popolo giochi, denaro e cibo. Le sue stravaganze, ispirate all'autocrazia dei monarchi orientali ellenistici e anche al disprezzo per la classe senatoria, non sono troppo diverse dalle vendette che Tiberio stesso aveva messo in atto.
È apparso frequentemente in opere letterarie e artistiche sin dall'antichità.

## Film
- La tunica (1953), interpretato da Jay Robinson
- I gladiatori (1954), interpretato da Jay Robinson
- Le calde notti di Caligola (1977), interpretato da Carlo Colombo
- Caligola (1979), interpretato da Malcolm McDowell
- Caligola e Messalina (1981), interpretato da John Turner
- Caligola - La storia mai raccontata (1982), interpretato da David Brandon
- Roma. L'antica chiave dei sensi (1984), interpretato da Robert Gligorov
- Caligola - Follia del potere (1996), interpretato da Francesco Malcom

## Televisione
- Io Claudio imperatore (1976), interpretato da John Hurt
- A.D. - Anno Domini (1985), interpretato da John McEnery
- Xena - Principessa guerriera (episodio Xena contro Caligola) (2001), interpretato da Alexis Arquette
- Nerone (2004), interpretato da John Simm
- L'inchiesta (2006), interpretato da Vincenzo Bocciarelli
- A.D. - La Bibbia continua (2015), interpretato da Andrew Gower

## Opere teatrali
- Caligola di Albert Camus
- Caligola, rivisitazione dell'opera di Camus, diretta e interpretata da Carmelo Bene

## Opere letterarie
- Io, Claudio, di Robert Graves
- I am a Barbarian, di Edgar Rice Burroughs
- Roberto Fabbri, Il tribuno, vol.1, Roma, Newton Compton, 2013, ISBN 978-8854147249.
- Roberto Fabbri, Il giustiziere di Roma, vol.2, Roma, Newton Compton, 2015, ISBN 978-8854189751.
- Roberto Fabbri, Il generale di Roma, vol.3, Roma, Newton Compton, 2016, ISBN 978-8854186163.
- Roberto Fabbri, Il re della guerra, vol.4, Roma, Newton Compton, 2016, ISBN 978-8854190528.
- Rick Riordan,Le sfide di Apollo il labirinto di fuoco

## Musica
- Caligvla, secondo album della band melodic death metal band Ex Deo